# 1883 Rimito
1883 Rimito је астероид главног астероидног појаса чија средња удаљеност од Сунца износи 2,414 астрономских јединица (АЈ).
Апсолутна магнитуда астероида је 13,1.